# Рац Василь Карлович
Василь (Ласло) Рац (угор. Rácz László; нар. 25 березня 1961, Фанчиково, Виноградівський район, Закарпатська область, Українська РСР, СРСР) — український та радянський футболіст угорського походження, один з найкращих півзахисників Динамо (Київ) та збірної СРСР, Заслужений майстер спорту СРСР із футболу.

## Короткий життєпис
Народився 25 березня 1961 р. в селі Фанчиковому (нині Виноградівська міська громада Берегівського району Закарпатської области, Україна).
Вихованець футбольної школи у Виноградові (з 1971) та Львівського спортінтернату (з 1976).
Навчався у Львівському інституті фізичної культури (нині Львівський державний університет фізичної культури імені Івана Боберського).
Виступав за «Карпати» Львів (1978—1980), «Нива» Вінниця (1980—1981), найкращі роки футболіста провів у «Динамо» (Київ, червень 1981—1989, 1990, 1991), грав за «Еспаньйол» Барселона (1989), «Ференцварош» Будапешт (1991—1992).
У сезоні 1996/1997 працював другим тренером «Ференцвароша». Займався бізнесом в Угорщині. З вересня по грудень 2007 р. обіймав посаду помічника тренера в київському «Динамо».
Після відставки головного тренера київської «Оболоні» Сергія Ковальця в листопаді 2011 року став виконувати обов'язки головного тренера команди. 26 листопада Рац покинув клуб.

### Досягнення
- Чемпіон Радянського Союзу (4): 1981, 1985, 1986, 1990
- Володар Кубка СРСР (4): 1982, 1985, 1987, 1990
- Чемпіон Угорщини: 1992
- Володар Кубка Угорщини: 1991, 1993
- Володар Кубка кубків: 1986
- Віце-чемпіон Європи: 1988
- Учасник чемпіонатів світу 1986 і 1990

За збірну СРСР провів 47 ігор (забив 4 голи), у чемпіонаті СРСР — 185 матчів, забив 24 м'ячі.

### Державні нагороди
- Орден «За заслуги» III ст. (13 травня 2016) — за вагомі особисті заслуги у розвитку і популяризації вітчизняного футболу, піднесення міжнародного спортивного престижу України та з нагоди 30-річчя перемоги у фінальному матчі Кубка володарів кубків УЄФА, здобутої під керівництвом головного тренера футбольного клубу «„Динамо“ Київ», Героя України Лобановського Валерія Васильовича[6][7]

## ЄВРО-2012
Під час проведення фінальної частини європейського чемпіонату, залучався експертом на портал інформаційного агентства «Спорт України» для коментарів щодо проведених матчів за участю збірної України.